# Blennidus phaenogonus
Blennidus phaenogonus là một loài bọ chân chạy thuộc phân họ Pterostichinae. Loài này được Tschitscherine mô tả năm 1898.